# Phyllis Love
Pour les articles homonymes, voir Love.
Phyllis (Ann) Love est une actrice américaine, née le 21 décembre 1925 à Des Moines (Iowa), morte le 30 octobre 2011 à Menifee (Californie).

## Biographie
Phyllis Love entame sa carrière au théâtre et joue entre autres à Broadway, où elle débute en 1950 dans l'adaptation par Carson McCullers de son roman The Member of the Wedding (avec Ethel Waters et Julie Harris). Sur les planches new-yorkaises, suivent sept autres pièces (la dernière en 1960), dont La Rose tatouée de Tennessee Williams (1951, avec Maureen Stapleton et Eli Wallach) et Arrêt d'autobus (en) de William Inge (1955-1956, avec Kim Stanley et Albert Salmi).
Au cinéma, elle contribue à seulement trois films américains, le premier (dans un petit rôle non crédité) sorti en 1950 ; les deux suivants sont La Loi du Seigneur de William Wyler (1956, avec Gary Cooper et Dorothy McGuire) et Les Blouses blanches de Phil Karlson (1961, avec Fredric March et Ben Gazzara).
À la télévision américaine, outre trois téléfilms, Phyllis Love apparaît dans quarante-six séries entre 1949 et 1975, dont La Quatrième Dimension (un épisode, 1962), Perry Mason (deux épisodes, 1962-1964), Sur la piste du crime (quatre épisodes, 1967-1970) et Bonanza (deux épisodes, 1971-1972).

## Théâtre à Broadway (intégrale)
- 1950-1951 : The Member of the Wedding, adaptation par Carson McCullers de son roman éponyme : Muriel
- 1950-1951 : The Country Girl de (et mise en scène par) Clifford Odets : Nancy Stoddard
- 1951 : La Rose tatouée (The Rose Tattoo) de Tennessee Williams, mise en scène de Daniel Mann : Rosa Delle Rose
- 1953-1954 : The Remarkable Mrs. Pennypaker de Liam O'Brien, mise en scène d'Alan Schneider : Kate Pennypaker
- 1955-1956 : Arrêt d'autobus (Bus Stop) de William Inge : Elma Duckworth
- 1957 : The Egghead de Molly Kazan, mise en scène de Hume Cronyn : Sally Parson
- 1959 : Flowering Cherry de Robert Bolt, costumes de Theoni V. Aldredge : Judy
- 1960 : A Distant Bell de Katherine Morrill : Waverly Greer

## Filmographie

### Cinéma (intégrale)
- 1950 : Les Dépravées (So Young So Bad) de Bernard Vorhaus et Edgar G. Ulmer : une jeune délinquante
- 1956 : La Loi du Seigneur (Friendly Persuasion) de William Wyler : Martha « Mattie » Birdwell
- 1961 : Les Blouses blanches (The Young Doctors) de Phil Karlson : Mme Elizabeth Alexander

### Télévision (partielle)
(séries, sauf mention contraire)
- 1957 : There Shall Be No Night de George Schaefer (téléfilm) : Katalin Tors
- 1960 : Alfred Hitchcock présente (Alfred Hitchcock Presents), saison 5, épisode 18 Flagrant délit d'opinion (Backward, Turn Backward) de Stuart Rosenberg : Sue Thompson
- 1960 : Laramie, saison 2, épisode 3 Three Rode West de Lesley Selander : Mme Adams
- 1961-1964 : Gunsmoke ou Police des plaines (Gunsmoke ou Marshal Dillon)
  - Saison 6, épisode 31 Bless Me Till I Die (1961) de Ted Post : Beth Treadwell
  - Saison 10, épisode 5 Doctor's Wife (1964) : Jennifer May
- 1962 : C'est arrivé à Sunrise (Bus Stop), saison unique, épisode 15 Summer Lightning de Robert Altman : Clara Hoffman
- 1962 : La Quatrième Dimension (The Twilight Zone), saison 3, épisode 29 À quatre heures (Four O'Clock) de Lamont Johnson : Mme Lucas
- 1962 : Les Incorruptibles (The Untouchables), saison 3, épisode 24 L'Histoire de Ginnie Littlesmith (The Ginnie Littlesmith Story) de Stuart Rosenberg : Ginnie Littlesmith
- 1962 : Le Gant de velours (The New Breed), saison unique, épisode 34 Jugement à San Belito (Judgment at San Belito) : Mme Capples
- 1962-1964 : Perry Mason, première série
  - Saison 6, épisode 1 The Case of the Bogus Books (1962) d'Arthur Marks : Ellen Carter
  - Saison 8, épisode 1 The Case of the Wooden Nickels (1964) d'Arthur Marks : Minerva Doubleday
- 1964 : Au-delà du réel (The Outer Limits), saison 1, épisode 29 La Visite des Luminois (A Feasibility Study) de Byron Haskin : Andrea Holm
- 1965 : Le Jeune Docteur Kildare (Dr. Kildare), saison 4, épisode 31 A Reverence for Life de Jud Taylor : Ruth Wandemeir
- 1966 : Shane, saison unique, épisode 9 Poor Tom's A-Cold de Gerd Oswald : Ada Gary
- 1967 : Le Fugitif (The Fugitive), saison 4, épisode 23 L'Évasion (Passage to Helena) de Richard Benedict : Laura
- 1967-1970 : Sur la piste du crime (The F.B.I.)
  - Saison 2, épisode 17 The Courier (1967) de Ralph Senensky : Phyllis
  - Saison 3, épisodes 5 et 6 By Force and Violence, Part I & II (1967) de Don Medford : Connie Parr
  - Saison 5, épisode 21 Pressure Point (1970) de Don Medford : Tracy Rogers
- 1970 : L'Homme de fer (Ironside), saison 4, épisode 12 Imposition des mains (The Laying on of Hands) de Don McDougall : Jeannie Wickham
- 1970 : The Bold Ones: The Lawyers, saison 2, épisode 5 The Loneliness Racket : Hazel Thomas
- 1971 : Mr. and Mrs. Bo Jo Jones de Robert Day : l'infirmière
- 1971-1972 : Bonanza
  - Saison 13, épisode 13 Un foyer pour Jamie (A Home for Jamie, 1971) de Leo Penn : Mlle Griggs
  - Saison 14, épisode 4 L'Initiation (The Initiation, 1972) d'Alf Kjellin : Mlle Griggs